# サンコーテクノ
サンコーテクノ株式会社は、千葉県流山市南流山三丁目に本社を置く、機器をコンクリートなどに固定する特殊ネジなどを扱う建築材料メーカーである。

## 概要
機器をコンクリート等に固定する特殊ネジの最大手、多品種少量供給体制が特徴である。
あと施工アンカー業界でトップシェアを誇る建設関連資材メーカーである。取付物に応じたあと施工アンカー、ファスナー、及びそれらの施工に必要なドリル等の開発・販売を行っている。自社開発のオールアンカーが有名。
耐震補強、屋上断熱防水などの新工法の開発も行っている。
1964年に三幸商事株式会社として設立され、1966年に千葉県流山市に工場（旧・三幸工業株式会社）を建設。1996年に、両社が合併し、現在の形となった。
2005年にジャスダックへ株式を上場し、2015年に東京証券取引所市場第2部に市場変更した。

## 主な事業
- アンカー事業
- ドリル事業
- ファスナー事業
- 断熱防水材事業
- 屋根材事業
- 耐震補強補修事業
- 複合材事業

## 沿革
- 1964年 - 東京都足立区に三幸商事株式会社を設立
- 1966年 - 千葉県流山市に工場設立（旧・三幸工業株式会社設立）
- 1968年 - オールアンカー代理店制度設定
- 1972年 - 東京都足立区に技術研究所開設
- 1974年 - 千葉県流山市に第一工場落成
- 1975年 - 千葉県流山市に流山工場落成
- 1976年 - 奈良県奈良市に奈良工場開設
- 1982年 - 流山工場でクーリアシステム（自動倉庫）設置
- 1985年 - 本社を東京都荒川区に移転
- 1987年 - 千葉県野田市に関宿工場落成
- 1988年 - タイ・バンコクに海外現地法人「SANKO FASTEM(THAILAND)LTD.」設立
- 1989年 - 台湾に海外現地法人「三幸商事顧問股份有限公司」設立

流山工場、流山工業団地に移転
- 1996年 - 三幸商事株式会社と三幸工業株式会社が合併し、サンコーテクノ株式会社に社名変更
- 1998年 - 流山工場内に中央物流センター開設
- 2001年 - 流山工場内にテクノL&Iセンター開設
- 2002年 - 流山工場内にカスタマーテクノセンター開設
- 2005年 - ジャスダックに上場
- 2007年 - 本社を千葉県流山市に移転
- 2015年 - 東京証券取引所市場第2部に市場変更